# Peter von Aspelt

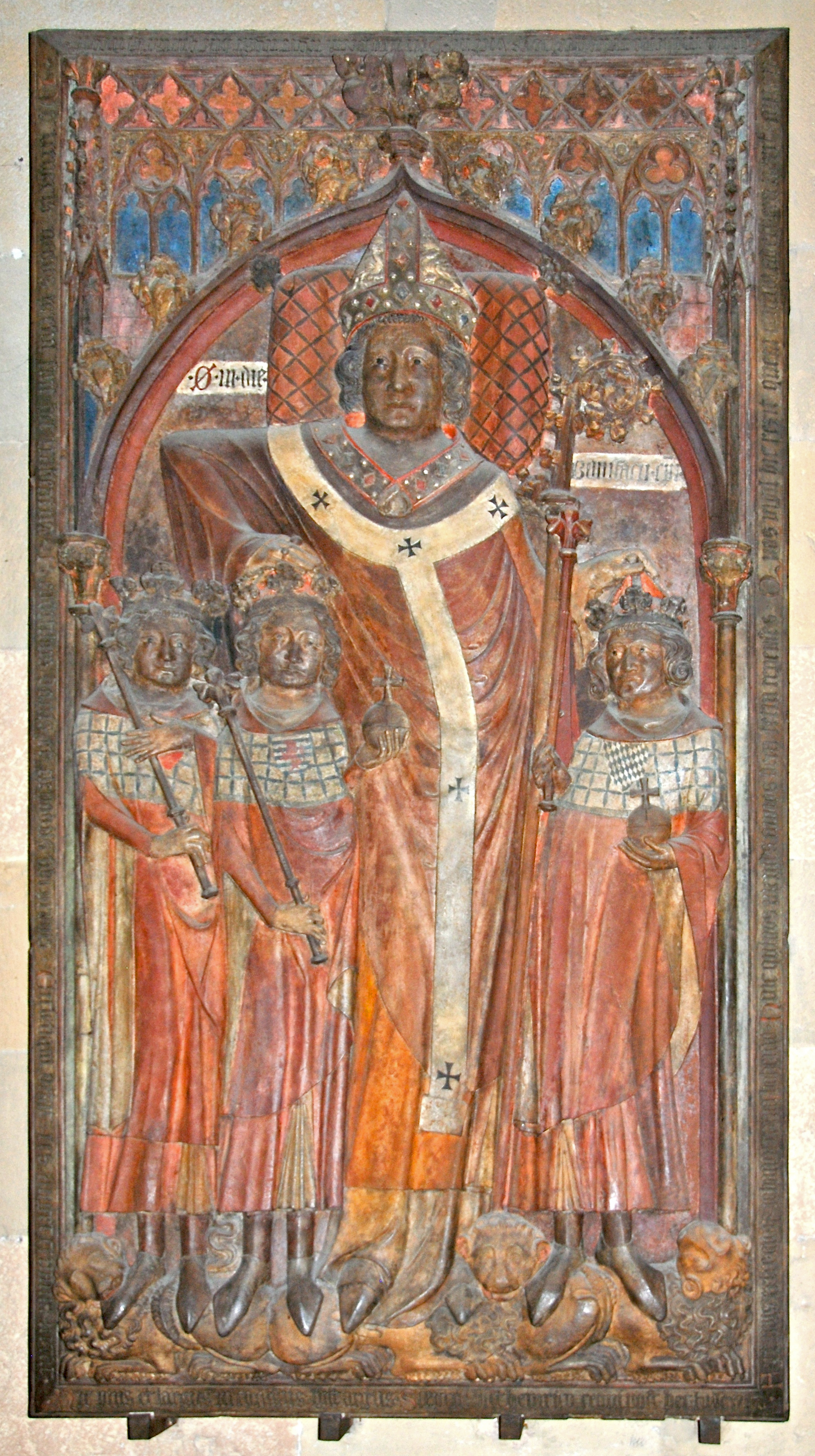
Erzbischof Peter von Aspelt. Grabdenkmal im Mainzer Dom

Peter von Aspelt (* um 1245 in Aspelt in Luxemburg; † 5. Juni 1320 verm. in Mainz) war Bischof von Basel und von 1306 bis zu seinem Tod Erzbischof von Mainz.
Erzbischof Peter von Aspelt kam in unruhiger Zeit auf den Mainzer Erzstuhl und war eine zentrale Gestalt der Reichspolitik des Spätmittelalters.

## Leben
Peter kam als Sohn eines Bediensteten der Abtei St. Maximin zur Welt.

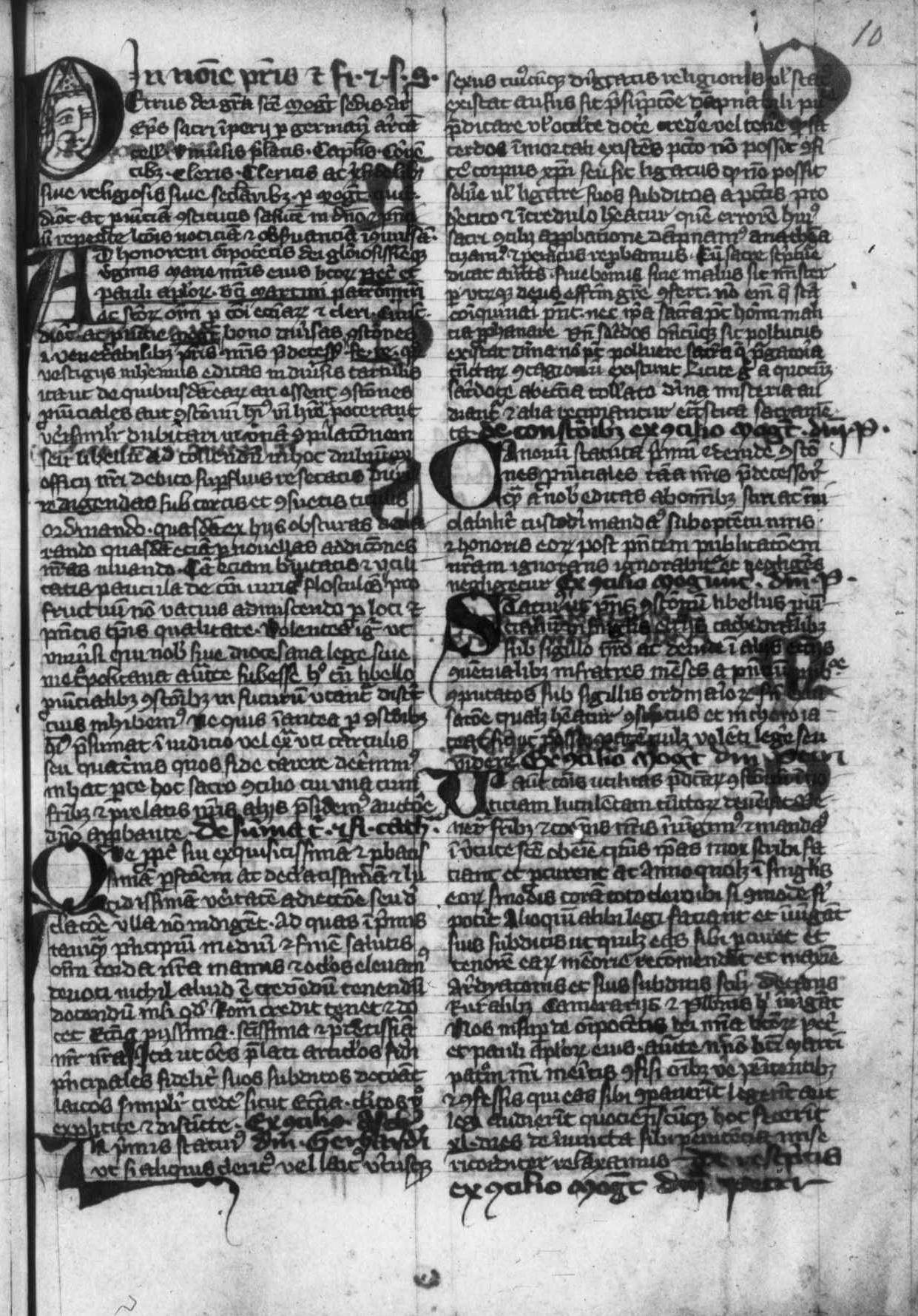
Statuta provincialia

### Studium in Trier und Dienst unter den Königen Rudolf und Wenzel
Peter von Aspelt studierte in Trier, nach Abschluss seines Studiums wurde er 1280 Pfarrer in Riol und Birtlingen, dann Scholaster im Stift St. Simeon (welches in die Porta Nigra eingebaut ist) zu Trier. 1286 erlangte er die Pfründe der Propstei St. Martin in Bingen, mit dem ein Kanonikat am Mainzer Dom verbunden war. Noch im selben Jahr wurde er Kaplan und Leibarzt von König Rudolf von Habsburg. Peter von Aspelt war nichtadliger Herkunft und wurde deshalb nicht in die Dompropstei von Trier aufgenommen. Daher trat er 1289 in die Dienste König Wenzels II. von Böhmen, als dessen Kanzler bzw. Protonotar er von 1296 bis 1305 fungierte. 1304 wurde er in dieser Funktion von Getreuen Albrechts von Österreich gefangen genommen. Hauptbeschuldigter bei diesem Überfall in der Nähe von Ulm war Graf Rudolf II. von Werdenberg-Sargans.

### Bischof von Basel
Peter gelang es, ein Bündnis zwischen Wenzel und Albrecht von Österreich zu stiften. 1296 kam es nach dem Tode Bischof Peters I. im Bistum Basel zu einer Doppelwahl, bei der sich eine Fraktion des Domkapitels für Bertold von Rüti, eine andere für Lüthold II. von Rötteln entschied. Beide Kandidaten appellierten an Papst Bonifatius VIII., der sie jedoch beide zum Verzicht überredete und das Bistum stattdessen Peter von Aspelt übertrug. Von 1297 bis 1306 hatte er dieses Amt inne, bevor er Erzbischof von Mainz wurde.

### Erzbischof von Mainz

#### Vorgeschichte der Bischofsernennung
Schon am 15. Januar 1300 hatte der Exponent päpstlicher Machtpolitik, Bonifaz VIII. verfügt, dass nur er im Falle einer Vakanz des Mainzer Bischofsstuhls zur Einsetzung eines neuen Oberhirten befugt sei. Das Mainzer Domkapitel setzte dennoch eine Wahl an. Doch das Kapitel war zerstritten und konnte sich nicht auf einen Kandidaten einigen. So wurden von der einen Hälfte der Propst am Frankfurter Dom und Domscholaster in Mainz, Emmerich von Schöneck und von der anderen Hälfte der Kleriker Emich von Sponheim zum Erzbischof gewählt. Beide begehrten nun von Papst Clemens V. die Bestätigung ihrer Wahl. Dieser jedoch bestätigte keinen von beiden, sondern ernannte Anfang November 1306 den Basler Bischof Peter von Aspelt zum neuen Erzbischof.

#### Der Reichspolitiker
Bevor Peter 1306 Erzbischof von Mainz wurde, hatte er sich mit Albrecht von Österreich überworfen und im Exil in Avignon residiert. Hinter seiner Ernennung stand die Erkenntnis des Papstes, dem französischen König Philipp IV. einen Gefallen zu erweisen. Dessen wichtigster Verbündeter am Hof, Graf Heinrich von Luxemburg, hatte ebenfalls die Ernennung Peters betrieben.

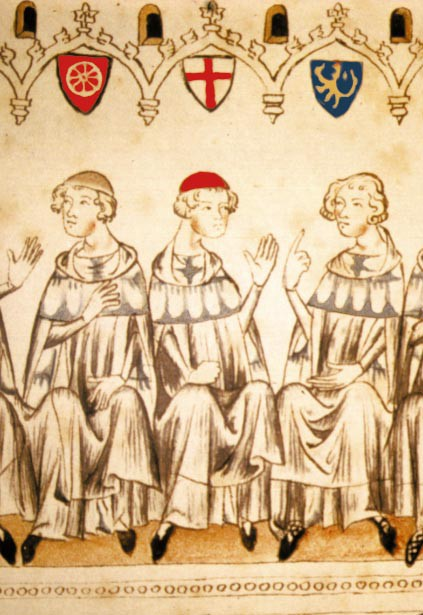
Die Kurfürsten bei der Königswahl 1308: v.l. Peter, Balduin von Trier und Rudolf I. Pfalzgraf bei Rhein (Darstellung aus dem Jahre 1341)

Die Politik des Erzbischofs Peter von Aspelt war daher auf Zusammenarbeit mit dem Haus Luxemburg ausgerichtet. Dies zeigte sich bei der Ernennung des Bruders von Graf Heinrich, Balduin von Luxemburg, zum neuen Erzbischof von Trier und erst recht, als am 1. Mai 1308 König Albrecht I. von seinem Neffen Johann Parricida ermordet wurde. Philipp IV. von Frankreich glaubte die Mehrheit der Kurfürsten auf seiner Seite zu haben und präsentierte seinen Bruder Karl von Valois als Thronfolger. Doch Peter von Aspelt betrieb stattdessen die Kandidatur Heinrichs von Luxemburg, der am 27. November 1308 von den Kurfürsten einstimmig zum deutschen König gewählt wurde. Die Grabplatte Peters im Mainzer Dom stellt ihn als Königsmacher dar. Die eigentliche Krönung übernahm jedoch der dafür zuständige Erzbischof von Köln (Aachen lag im Erzbistum Köln).
Zwischen dem neuen König und seinem als Erzkanzler bestätigten Verbündeten Peter von Aspelt entwickelte sich in der Folgezeit ein enges Vertrauensverhältnis. Als solche bewirkten sie die Absetzung des beim böhmischen Adel nicht wohlgelittenen Heinrich von Kärnten, König von Böhmen, und hoben den Sohn Heinrichs, Johann von Luxemburg, auf den böhmischen Königsthron. Böhmen gehörte zur Kirchenprovinz Mainz. Am 7. Februar 1311 krönte Peter von Aspelt das böhmische Königspaar im Prager Hradschin.
Als König Heinrich im selben Jahr nach Italien aufbrach, um sich die Lombardenkrone aufzusetzen und vom Papst die Kaiserkrone zu empfangen, leitete Peter als Reichsverweser die Reichspolitik. Der Italienzug endete jedoch im Desaster. Aufstände lombardischer Städte und die Feindschaft Philipps IV., der um seine Pfründe in Italien fürchtete, schwächten den Kaiser. Dieser starb nach kurzer schwerer Krankheit am 24. August 1313 in Siena.
Im Reich brachen daraufhin sofort die Machtkämpfe um die Nachfolge aus. Die Erzbischöfe von Köln und Mainz bemühten sich, den böhmischen König und Sohn des Kaisers zum neuen deutschen König zu machen. Dies misslang jedoch, worauf es 1314 zu einer Doppelwahl kam, die das Reich über mehrere Jahre mit Krieg überzog.
Bei den Erzbischöfen von Mainz und Köln kam es zum Zerwürfnis, so dass die Königswahl Johanns von Böhmen scheiterte. Das Lager des Kölner Erzbischofs wählte den Habsburger Friedrich den Schönen zum neuen König, krönten ihn jedoch am falschen Ort (in Bonn), während das Lager Peter von Aspelts sich für Ludwig den Bayern entschied und ihn in Aachen durch Erzbischof Peter zum König salben ließ.
Beide nannten sich nun Römischer König und erbaten vom Papst Johannes XXII. die Kaiserkrone. Dieser ließ jedoch lange offen, für wen er sich entscheiden wolle. Seine endgültige Entscheidung erlebte Peter von Aspelt nicht mehr.

#### Landesherr und Oberhirte
Neben seinen Verdiensten als Reichspolitiker erwarb sich Peter auch solche in seiner Funktion als Oberhirte. Er baute das Visitationswesen in seiner riesigen Kirchenprovinz aus und hielt 1310 ein bedeutendes Provinzialkonzil in Mainz ab, das sich mit der Kirchengesetzgebung befasste. Die von Papst Clemens V. geforderte Untersuchung bzw. Verurteilung des Templerordens wurde von Peter nur widerwillig bzw. überhaupt nicht betrieben. Auf dieser Synode verteidigte der oberdeutsche Templer-Provinzmeister bzw. Großprior Friedrich Wildgraf von Kyrburg den Orden und legte feierlichen Protest gegen seine Verfolgung ein. Daraufhin vertagte die Versammlung ihre Entscheidung. Eine erneute Synode am 1. Juli 1313 in Mainz sprach den Templerorden frei und beließ ihn im Besitz aller seiner Güter.
Als Landesherr konnte er 1302 der Kirche von Mainz früher verliehene Privilegien und Regalien erhalten und Zollrechte zurückgewinnen, die im Frieden von Speyer verlorengegangen waren, so zum Beispiel an Burg Ehrenfels und Burg Lahneck. Für das Mainzer Stadtbild von Bedeutung ist seine Förderung des städtischen Kaufhauses Am Brand. Mit den Bürgern der Stadt war er auf Ausgleich bedacht. Er holte darüber hinaus den Minnesänger und Theologen Heinrich von Meißen, genannt Frauenlob, nach Mainz.
Am 5. Juni 1320 starb der Erzbischof. Er wurde im Mainzer Dom begraben.

## Ehrungen
Am 15. September 2020 hat die Post Luxembourg eine Sondermarke „Pierre d'Aspelt“ mit einem Nennwert von 0,80 € herausgegeben.